# S.S.D. Correggese Calcio 1948
SSD Correggese Calcio 1948 là một câu lạc bộ bóng đá Ý có trụ sở tại Correggio, Emilia-Romagna.

## Lịch sử

### Thành lập
Câu lạc bộ được thành lập vào năm 1948.

### Serie D
Trong mùa 2012-13, đội lần đầu tiên được thăng hạng, từ Eccellenza Emilia-Romagna / A đến Serie D nhờ vào sự tái đấu. Trong mùa giải 2013-14, đội đã giành chiến thắng trong trận play-off của Serie D, tuy nhiên đội vẫn ở lại 2014-15 Serie D cho một mùa giải khác, do đội chiến thắng không tự động thăng hạng.

## Màu sắc và huy hiệu
Màu của đội là màu đỏ.